# Jonathan Roberge
Pour les articles homonymes, voir Roberge.
Jonathan Roberge, né le 25 avril 1983 à Repentigny, est un humoriste, acteur, écrivain et chroniqueur, ,  et réalisateur québécois.

## Biographie
Jonathan Roberge naît le 25 avril 1983 à Repentigny. Sa carrière sur scène débute en 1999 alors qu'il est improvisateur au sein de la Ligue d'improvisation de garage (L.I.G.).
En 2009, le co-concepteur de la série Contrat d'gars connaît un succès instantané avec ses capsules vidéo présentant deux hommes à la virilité exacerbée,. L'équipe de Contrat d'gars est récompensé à deux reprises aux gala des Oliviers. Roberge participe à la conception du spectacle Ma première fois au festival Zoofest en 2012, où il est récompensé du prix du public. Sa websérie Fiston lui vaut d'être récompensé à nouveau au gala des Oliviers par l'industrie de l'humour. Papa, la suite de Fiston, est diffusée sur le site web de la chaîne TVA en 2014,.
Roberge publie en 2015 ses conseils paternels sous forme de recueil de chroniques. Il co-écrit avec Mathieu Genest deux ans plus tard un second recueil de chroniques, Le petit Roberge, inspiré de ses chroniques radiophoniques diffusées sur CKMF-FM.

## Récompenses
- Capsule, sketch ou chronique humoristique dans un nouveau média, Gala des Oliviers 2009, 2010[7]
- Gala des Numix, 2010[7]
- Prix du public web, Festival de La Rochelle[7]
- Artiste de l'année, Zoofest 2012[7]

## Œuvre littéraire
- Fiston : le testament de conseils, VLB éditeur, 2015 (ISBN 9782896496495)
- Le petit Roberge : un petit peu illustré, Cardinal, 2017 (ISBN 9782924646182)

## Webséries
- Contrat d'gars[3]
- Une vie de vrai gars[3]
- Fiston[3]
- Papa[13]

## Télévision
- Deux hommes en or[3]
- Entrée principale[3]
- Les détestables[3]
- Testé sur des humains[7]
- Ne jamais faire à la maison[14]
- Encré dans la peau[15]

## Radio
- Le Boost[16]

- Le Lunch all-dressed

## Réalisation publicitaire
- Campagne publicitaire de la Fondation Jean Lapointe, 2013[3]
- Campagne publicitaire de la Société de l'assurance automobile du Québec, 2014[3]
- Dans le cadre de la campagne publicitaire Les Origamins (2020) faite par l'agence Sid Lee dans le conte de Noël d'IGA, Jonathan et son fils Xavier ont prêté leurs voix afin de sensibiliser le public à la cause de la Fondation Charles-Bruneau[17].